# Shahrestān di Firuzeh
Lo shahrestān di Firuzeh, in precedenza denominato shahrestān di Takht Jolgeh (farsi شهرستان تخت‌جلگهن), è uno dei 28 shahrestān del Razavi Khorasan, il cui capoluogo è Firuzeh ( فیروزه ), una cittadina di 4.906 abitanti (2006). In precedenza il territorio era una circoscrizione dello shahrestān di Nishapur.